# オレガリオ・ベンケレンサ
オレガリオ・マヌエル・バルトロ・ファウスティーノ・ベンケレンサ（Olegário Manuel Bartolo Faustino Benquerença, 1969年10月18日 - ）はポルトガル出身のサッカー審判員。身長184cm。2001年からFIFAの国際審判員として活動している。母国語であるポルトガル語の他に、フランス語、スペイン語、英語を使用できる。
スペイン代表対パラグアイ代表戦にて国際試合デビューした。
2004年1月25日、フェヘール・ミクローシュがピッチ上で死亡する直前にイエローカードを提示した。

## 担当した主な国際大会

### 2010 FIFAワールドカップ
2010 FIFAワールドカップでは2010年6月30日現在3試合を担当している。
- グループB: ナイジェリア vs 大韓民国
- グループE: 日本 vs カメルーン
- 準々決勝: ウルグアイ vs ガーナ